# Bryan Bozzi
Bryan Bozzi är en italiensk-dansk ingenjör som är personlig raceingenjör till den monegaskiske racerföraren Charles Leclerc i det italienska Formel 1-stallet Scuderia Ferrari.
Han avlade en kandidatexamen i maskinteknik vid University of Bath. Efter studierna började Bozzi arbeta 2012 för Ferraris F1-stall och med forskning och utveckling rörande vindtunnel och aerodynamik. Han utsågs till säsongen 2019 att vara Leclercs personliga prestandaingenjör. Inför Emilia-Romagnas Grand Prix 2024 genomförde Ferrari en omorganisation och Leclercs dåvarande personliga raceingenjör Xavier Marcos Padros blev ersatt av just Bozzi.